# 대한민국 형사소송법 제105조
대한민국 형사소송법 제105조는 상소와 구속에 관한 결정에 대한 형사소송법의 조문이다.

## 조문
제105조(상소와 구속에 관한 결정) 상소기간 중 또는 상소 중의 사건에 관하여 구속기간의 갱신, 구속의 취소, 보석, 구속의 집행정지와 그 정지의 취소에 대한 결정은 소송기록이 원심법원에 있는 때에는 원심법원이 하여야 한다.

第105條(上訴와 拘束에 關한 決定) 上訴期間 中 또는 上訴 中의 事件에 關하여 拘束期間의 更新, 拘束의 取消, 保釋, 拘束의 執行停止와 그 停止의 取消에 對한 決定은 訴訟記錄이 原審法院에 있는 때에는 原審法院이 하여야 한다.

## 참고 문헌
- 손동권 신이철, 새로운 형사소송법(초판, 2013), 세창, 2013. ISBN 9788984114081